# Nothoprocta curvirostris
Il tinamo beccocurvo (Nothoprocta curvirostris P.L.Sclater &  Salvin, 1873)  è un uccello  della famiglia Tinamidae.

## Descrizione
Lunghezza: 26-29,5 cm.

## Distribuzione e habitat
Ecuador centrale, Perù settentrionale e centrale.

## Sistematica
Comprende 2 sottospecie: 
- Nothoprocta curvirostris curvirostris Sclater & Salvin, 1873 - diffusa dall'Ecuador al Perù
- Nothoprocta curvirostris peruviana Taczanowski, 1886 - diffusa nel Perù settentrionale e centrale